# Doliops rufipes
Doliops rufipes là một loài bọ cánh cứng trong họ Cerambycidae.